# René Potier de Tresmes
Pour les articles homonymes, voir Potier.
René Potier (1579 – Paris, 1er février 1670), comte, puis duc de Tresmes (en) et pair de France, marquis de Gandelu, est un militaire et homme politique français du XVIIe siècle
Capitaine des gardes du corps du Roi, il fut aussi lieutenant général au gouvernement de Champagne, et gouverneur de Châlons.

## Biographie
René Potier était le fils aîné de Louis Potier, baron de Gesvres, secrétaire d'État, et de Charlotte Baillet. le neveu de Nicolas III Potier de Blancmesnil et de son épouse, Isabeau Baillet, soeur de sa mère. il était aussi le petit-fils de René Baillet, seigneur de Tresmes, Sceaux, Silly, président à mortier au Parlement de Paris.
Le comte de Tresmes, était bailli et gouverneur de Valois dès l'an 1599. Il venait d'être fait chambellan ordinaire du roi Henri IV (31 janvier 1608), lorsqu'il fut nommé, le 20 octobre suivant, gouverneur de la ville et château de Châlons.
Il eut, par lettres du 18 janvier 1611, le commandement de l'« ancienne » compagnie (3e compagnie ou 2e Cie française) des gardes du corps du roi, sur la démission du marquis de Praslin.
Dévoué à la régente Marie de Médicis, il reçut, le 27 février 1614, une commission spéciale pour se transporter à Châlons, pourvoir à la sûreté de cette place et en empêcher l'entrée au duc de Nevers. Il en reçut une autre, le 8 mars suivant, pour lever une compagnie de trois cents hommes de pied, pour la garnison de Vitry-le-François. Lorsque le gouvernement, conseillé par le cardinal de Richelieu se préparait à réprimer la nouvelle révolte des princes excitée par l'arrestation du prince de Condé, on envoya au comte de Tresmes d'autres commissions (7 septembre et 7 novembre 1616), pour pourvoir à la sûreté de Châlons.
Les services de M. de Tresmes furent récompensés par un brevet de chevalier des ordres du roi (31 décembre 1619), par la charge de conseiller d'État (26 décembre 1629), et par l'érection du comté de Tresmes en duché-pairie par lettres du mois de novembre 1648.
Vers 1660, il fit reconstruire son château de Tresmes, connu depuis sous le nom de Gesvres, par l'architecte François Mansart.
Il eut commission de mestre de camp d'un régiment de cavalerie, par lettres données à Saumur le 29 février 1652; fut pourvu de la capitainerie et du gouvernement du Pont-Audemer, par lettres du 29 novembre 1661.
Selon Saint-Simon, René Potier « poussa après sa fortune, à force d'années, jusqu'à devenir duc et pair à l'étrange fournée de 1663 ». Saint-Simon parle ici de la vérification par le parlement de Paris, intervenue 15 ans après l'érection.
Il se démit en faveur de Léon Potier (1620-1704), marquis de Gesvres, son fils cadet (l'aîné, Louis marquis de Gesvres, né en 1613, étant † prédécédé en 1643/1645 au siège de Thionville), de son duché-pairie de Tresmes en 1669 ; le roi lui en conserva les honneurs par brevet du 27 avril de la même année. Le duché-pairie de Tresmes (à Crouy) fut renommé de Gesvres en 1670 en l'honneur du fief familial manceau.

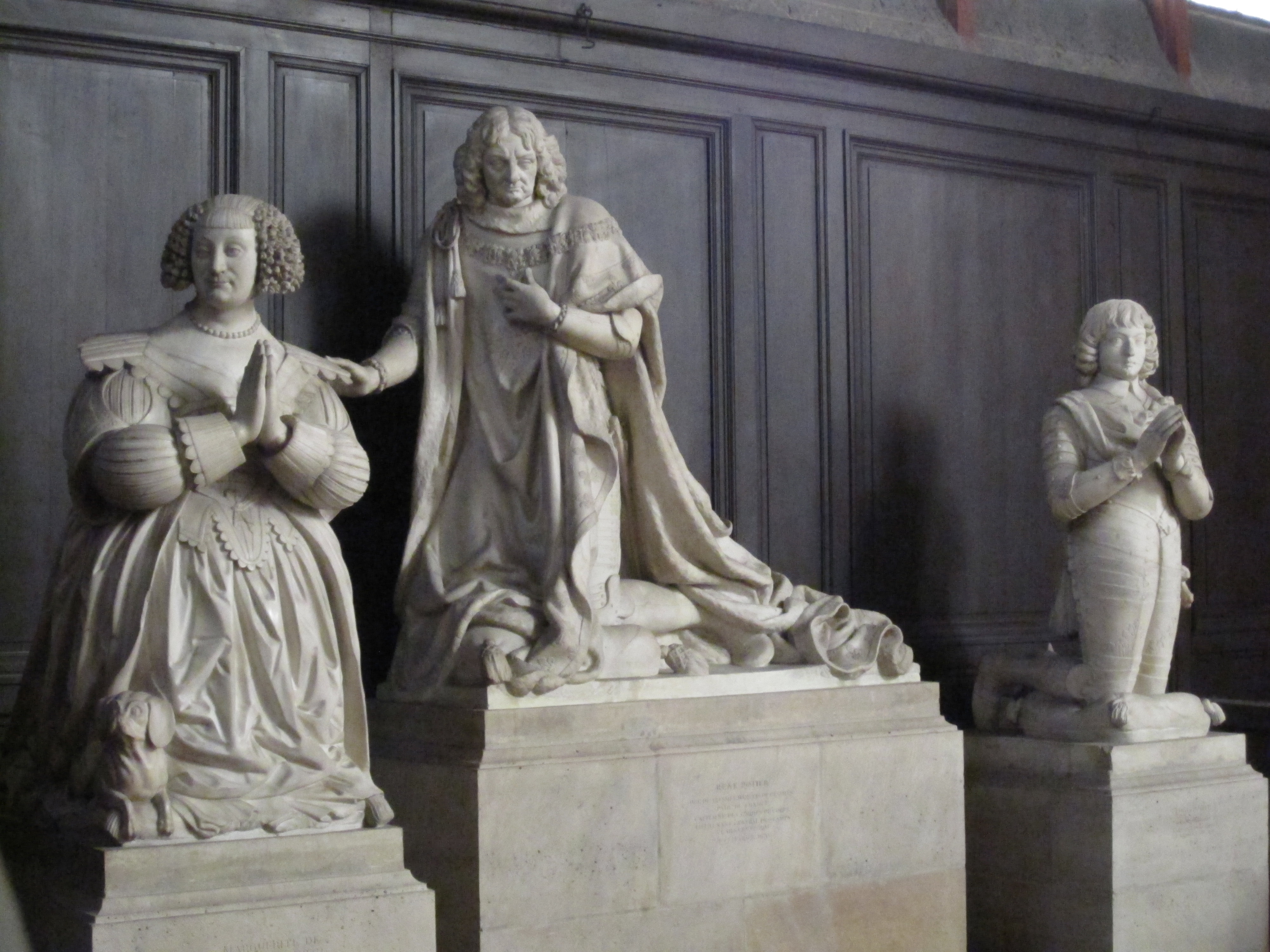
Orants de Marguerite de Piney-Luxembourg (ca 1585-1645), René Potier duc de Tresmes (1579-1670), et leur fils, Louis Potier de Gesvres.

Il mourut à Paris le 1er février 1670, âgé de 91 ans.

### Mariage et descendance
Il épouse le 28 avril 1607, par contrat passé au château de Pougy, Marguerite de Luxembourg Piney, fille de François de Luxembourg, 1er duc de Piney, pair de France, et de Diane de Lorraine Aumale. Elle était la petite fille de Claude de Lorraine Guise, deuxième duc d'Aumale. Elle mourut à Paris le 8 août 1645, et fut inhumée dans l'église des pères Célestins, où était la sépulture des Potier. Son orant, celui de son époux et celui de leur fils aîné, Louis Potier, sculptés en marbre vers 1661 par Etienne Le Hongre, sont aujourd'hui visibles dans l'église Saint Gervais Saint Protais, à Paris.
Douze enfants sont issus de leur mariage :

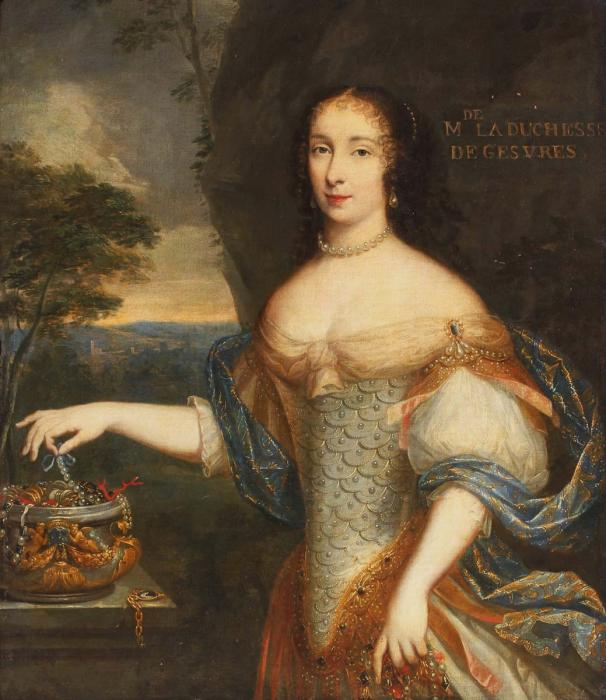
Marie Françoise Angélique du Val de Fontenay Mareuil, duchesse de Gesvres, par Henri et Charles Beaubrun.

- Marie Françoise Angélique du Val de Fontenay Mareuil, duchesse de Gesvres, par Henri et Charles Beaubrun.Louis Potier, marquis de Gesvres, maréchal des camps et armées du Roi, gouverneur de Touraine, capitaine des chasses de la forêt de Perseigne, capitaine des chasses et du château de Montceaux les Meaux, tué au siège de Thionville, le 4 août 1643, âgé de 33 ans, sans s'être marié. Il fut inhumé au couvent des Célestins de Paris. Son orant, comme celui de ses parents, est aujourd'hui dans l'église Saint Gervais Saint Protais.
- François Potier, marquis de Gandelu, puis de Gesvres, maréchal des camps et armées du Roi, capitaine des gardes du corps du Roi, tué au siège de Lérida le 27 mai 1646 à l'âge de 34 ans, sans avoir été marié ;
- Léon Potier, 2e duc de Tresmes, dit de Gesvres, pair de France, premier gentilhomme de la Chambre du Roi, capitaine des chasses et du château de Montceaux les Meaux, chevalier des ordres du Roi, mort le 9 décembre 1704, inhumé au Couvent des Célestins, à Paris. Il se maria en 1651 avec Marie Françoise Angélique du Val, unique enfant de François du Val, marquis de Fontenay Mareuil, maréchal des camps et armées du Roi, ambassadeur du Roi de France à Londres, puis à Rome, et de Suzanne de Monceaux d'Auxy. Dont postérité. Elle mourut à 70 ans, le 4 août 1702. Il se remaria le 29 janvier 1703 avec Françoise de Romillé, fille de Louis de Romillé, marquis de La Chesnelaye, et de Renée de Belleforière Soyécourt. Elle mourut à Paris le 27 mars 1742, inhumée au couvent des Célestins, âgée de 58 ans. Sans descendance du second mariage.
- Charles Potier, mort jeune en 1615 ;
- Charlotte Potier, morte jeune en 1620 ;
- Catherine Potier (1615-1627) ;
- Marguerite Potier, morte jeune en 1621 ;
- Louise Potier, morte jeune en 1624 ;
- Louise Henriette Potier, morte en 1680, mariée en 1633 avec Emmanuel de Faudoas Averton, comte de Belin, puis avec Jacques de Saulx, comte de Tavannes (1620-1683), dont postérité du second mariage ;
- Marguerite Potier, morte en 1669, mariée en 1635 avec Henry de Saulx Tavannes, marquis de Mirebel. Sans postérité ;
- Renée Louise Potier, morte en 1681, abbesse de l'abbaye Notre-Dame de la Barre, à Château-Thierry ;
- Anne Madeleine Potier, dame de Blérancourt, de Montjay, Torigny, morte le 26 octobre 1705 à 82 ans, sans s'être mariée[5].